# International Organization for Migration
International Organization for Migration (IOM) är en internationell organisation inom FN, grundad 1951. Den fungerar som konsult inom migrationsfrågor för regeringar och flyktingar, och ger assistans till flyktingar och migranter. 
Den grundades som Provisional Intergovernmental Committee for the Movement of Migrants from Europe (PICMME) efter andra världskriget, som hade resulterat i en stor mängd flyktingar i Europa - sk. Displaced person - som hade flyttats med våld eller tvingats fly från sina ursprungliga hemländer, och behövde hjälp att antingen ta sig tillbaka hem, eller migrera till nya hemländer.
Det blev en del av FN 2016.